# چاخ‌لق هندی
چاخ‌لق هندی یا زانوکلفت هندی (نام علمی: Burhinus indicus) گونه‌ای از پرندگان تیرهٔ چاخ‌لقان (Burhinidae) است. در گذشته به عنوان یک زیرگونه از چاخ‌لق اوراسیایی گنجانده شده بود. این گونه در دشت‌های جنوب و جنوب شرق آسیا یافت می‌شود. آنها چشمانی درشت دارند و قهوه‌ای‌رنگ با رگه‌ها و علائم کم‌رنگ هستند که تشخیص آن را در پس‌زمینهٔ خاک و سنگ را سخت می‌کند. آنها عمدتاً در تاریکی فعال هستند، صداهایی شبیه به گیلانشاه‌های واقعی ایجاد می‌کنند و نام آنها را به خود می‌گیرند.

## پراکندگی و زیستگاه
در جنگل‌های برگ‌ریز خشک و جنگل‌های خار، بستر رودخانه‌های خشک، نخلستان‌ها و حتی باغ‌ها یافت می‌شود. این گونه به بنگلادش، بوتان، کامبوج، هند، لائوس، میانمار، نپال، پاکستان، سریلانکا، تایلند و ویتنام محدود شده است. در جنگل‌های برگ‌ریز خشک و نازک، بوته‌ها، تپه‌های سنگی و زمین‌های آیش یافت می‌شود.

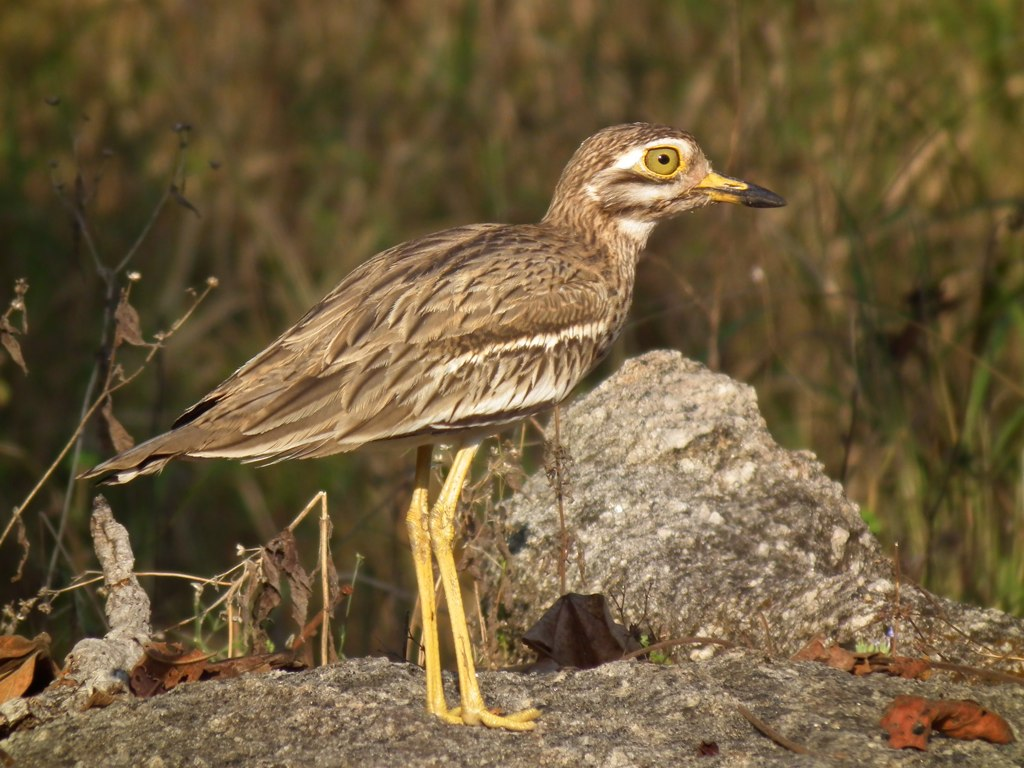
چشمان درشت نشانگر شب‌گردی است

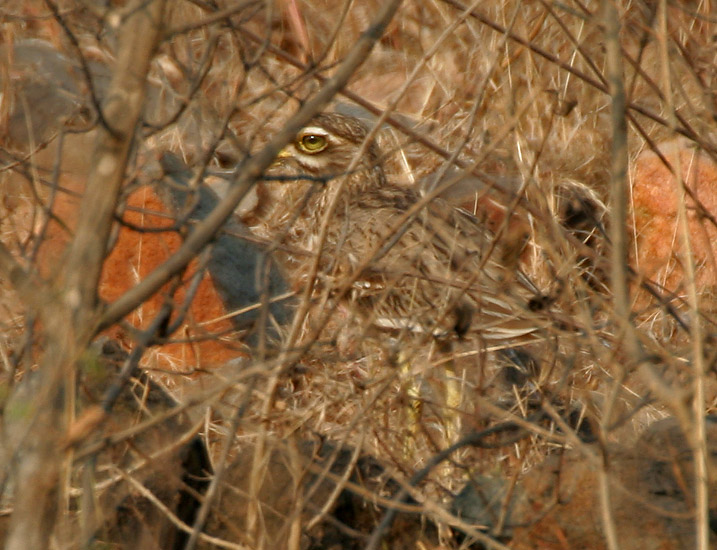
آمیختگی با محیطش

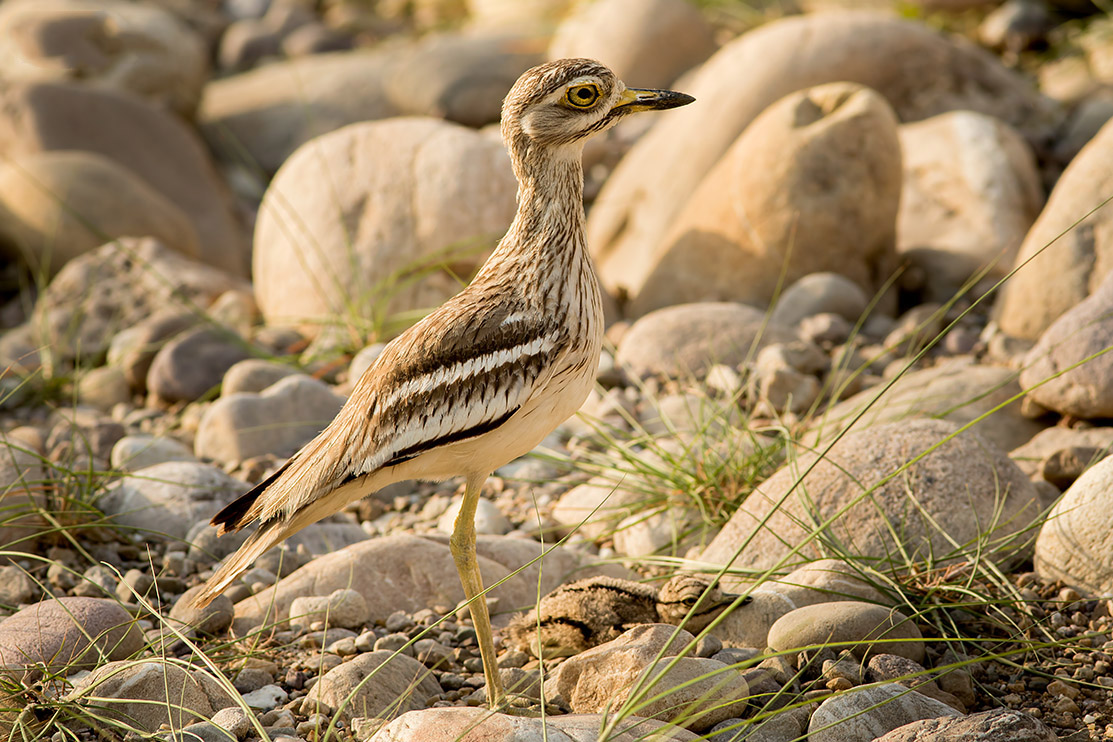
بالغ با جوجه‌ای که در کنارش خمیده است